# Микша Пелегриновић
Микша Пелегриновић (око 1500, Хвар - Задар, 26. јул 1526) је био хрватски песник и хварски племић.

## Животопис
Микша Пелегриновић је рођен око 1500. године у Хвару у властеоској породици пореклом из Барлете (у Италији). Отац му је био Маријан, мајка Николица. Хуманистичку школу је завршио у родном месту, а студирао је право у Падови. Већ 1525. наводи га Винко Прибојевић у свом говору о пореклу и догађајима Словена међу познатим песницима. Петар Хекторовић му 1528. посвећује свој превод Овидијевог дела Од лика љубенога (De remedio amoris) и говори о његовој „слаткој и наредно сложеној Ијубци“.
Као прилично сиромашан племић прихвата дужност дефензора хварске комуне 1530. године. Пет година касније прелази на Корчулу и постаје канцелар тамошње комуне. Крајем 1538. враћа се на Хвар. Изабран је за канцелара криминала у Задру 5. фебруара 1548. Путује у Венецију два пута 1556. и 1557. године, вероватно с намером да штампа своју Ијубку, можда и нека друга своја дела. Том приликом упознаје Ливију Мартинушевић, којом се оженио 1558. године. С њом је имао кћи Јулију и сина Јулија.
Боравећи и даље у Задру, чија му клима није пријала, здравље му се стално погоршавало. На Бадње вече 1562. године позвао је нотара којем је издиктирао тестамент, а два дана касније је умро.

## Књижевно дело
Пелегриновићев књижевни рад данас је слабо познат. Знамо да је највероватније 1527. саставио зборник покладних песама Ијубка, а сачувана је и једна његова посланица дубровачком песнику Савку Бобаљевићу из 1556. године. Међутим, из преписке других песника (Николе Наљешковића, Мавра Ветрановића, Петра Хекторовића и др.) знамо да их је свакако написао много више.
Ијубка је покладни љубавно-шаљиви спевцу којем Јеђупка, тј. Циганка, говори (гата) богатим госпођама.

### Ијубка
Ијубка (икавски облик речи Јеђупка, што је, опет, италијанизовани облик именице Египћанка и означава Ромкињу, с обзиром на веровање да Роми потичу из Египта) представља зборник који је свакако имао 20 цингарески и још уводну песму којим се гатара ромске националности представља присутним дамама и говори о себи и својим авантурама на путу до њих. Две цингареске, међутим, изгубљене су и ми тако познајемо осамнаест. Сâм песник је хтео да их штампа, сачувана је његова посвета датирана 1556. године ; у њој он сâм високо суди о свом делу и сматра да је толико савршено да му се не може додати или одузети реч а да се не поквари.
Под утицајем „сибила“ — пророчица које су предсказивале судбину појединим особама — Пелегриновић је дошао на идеју да начини зборник читавог низа пророчанстава за различите жене и свакој од тих песама дао је име срића (уз редни број) по угледу на вашарске среће (вентуре). Такав облик зборника маскератне поезије касније је опонашан и у италијанској поезији, што је један од најређих изузетака у односима између књижевности на две обале Јадрана.
Ијубка је тако постала покладни зборник. Младић прерушен у Ромкињу гатару дошао би у неко женско друштво и најпре изговорио уводну песму, којом би се представио, а затим би изабрао неколико песама које су одговарале присутним дамама. У свим срићама има пуно локалног веровања и митова, домаћег живота, фолклорног гатања, изражен је утицај усмене поезије. Многе од тих срећа обележене су судбинама и навикама ренесансног живота; у појединим има и обести. У некима је сачуван тон народних бајки и басми. У честим сентенцама одзвањају ренесансни позиви на љубав, опомене на пролазност младости, које су понекад меланхоличне и сетне. Све песме потпуно су истоветног облика: свака се састоји од десет катрена са обгрљеном римом, а након тога долази још један катрен који представља уздар (захвалност за добијени дар).
Међу најбоље песме у овом зборнику убраја се Прва срића: у њој гатара прориче дами неизмерну срећу јер ће имати два сина којима ће судбина бити веома склона: један ће бити велики говорник, други ће бити бан „од језика од свих нају“, а столоваће „на Дунају“ — ова необична конструкција, посебно за хварског писца, млетачког поданика (и службеника) свакако потиче из усмене традиције; у две последње строфе гатара даје „службени савет“ госпођи у којем потпуно напушта свет патријархалних вредности и и прелази у ренесансну атмосферу карневала истучући предност љубави над свим другим вредностима, па и патријархалним.
У Трећој срићи због наводне болести гатара препоручује — очигледно девојци — различите траве којима ће излечити своје болове и улепшати се; и ова песма сасвим је у фолклорној традицији, а чудновати називи биљака и упутства за њихову примену буде врло слободне асоцијације („цвитја драгољуба“ треба да носи „зањедарје“, па њен „војно“ никада неће ниједну другу девојку „ни драговат ни желити“).
Централни мотив Седме сриће јесте неверност „војна“ којег дотична дама није свесна. Интересантно је да се она овде не посматра као етичка или емотивна категорија, већ као извор невоља: због тога су стално у свађи, он дели њену одећу љубавницама, окреће јој леђа у постељи… Слика његове невере карневалски је гротескна, сва је у хиперболама и таутологијама: њему нису довољне две, три или четири љубавнице, већ сто и сл. Посебан тон ове песме заснива се на специфичном минус-поступку: апострофе, које су природно честе у свим прорицањима, овде готово у потпуности изостају, тако да нестаје дијалошки тон карактеристичан за ову врсту комуникације, а гатарине речи, које треба да представљају откровење за даму, добијају још више на уверљивости. Композиција песме заснована је на градацији, изненађујуће вести које гатара износи пред госпођу све су грубље, а интересантно је да на крају тог низа, као врхунац војновог непоштеног односа према дами наводи се чињеница да он тим љубавницама чак поклања њене хаљине. Завршетак је типично карневалски отворен позив на љубав изнесен антологијским стиховима ер је луда свака жена / зајам с врхом ка не враћа. Ова сентенца забележена је много касније као пословица, а ова песма била је, по сведочењу архивских докумената, изузетно популарна у Дубровнику.
Шеснаеста срећа представља изванредну варијацију мотива carpe diem. Широк мотивски опсег, тон народне песме, нежност израза иначе карневалски отвореног позива на љубав и, посебно, изванредна лепота уздара сврставају је у ред највреднијих Пелегриновићевих остварења.

### Оцена
Изузетно популаран међу дубровачким песницима, али и међу тамошњом публиком, свакако много плоднији песник него што то данас знамо, Микша Пелегриновић оставио је за собом овај зборник изузетне поезије, чији је траг у потоњој књижевности необично дубок — и необичан! — али и врло узан. Наиме, 1599. године у Венецији се појавила књига под именом Андрије Чубрановића у којој се налази барем четири (а можда и шест) Пелегриновићевих цингарески. Међутим, иако су се Пелегриновићеве песме читале и певале, али као да се нико није усудио да пође његовим стопама, тако да су сразмерно ретке потоње јеђупке компоноване битно другачије од ове и биле су неупоредиво мање вредности.

### Важнија литература
- Миливој А. Петковић, Дубровачке маскерате, САНУ, Посебна издања, књ. CLXVI, Одељење литературе и језика, књ. 1, Београд, 1950, 75–89.